# Psychosocial
«Psychosocial» — другий сингл з четвертого альбому Slipknot, All Hope Is Gone. Спочатку планувалося видати як цифровий сингл 1 липня, але було анонсовано, що його вихід відкладений до 7 липня. Промо CD, включає альбомну і радіо-версію пісні, був виданий 1 липня. Slipknot зіграли вперше «Psychosocial» наживо 9 липня 2008 в White River Amphitheatre в Auburn, Washington
. 25 вересня 2023 року кліп на пісню досяг 500 млн переглядів на YouTube.

## Музична складова
Перкусіоніст Шон Креєн сказав в інтерв'ю The Pulse of Radio, що «при прослуховуванні цієї пісні виникає відчуття, скажімо так, соціального неспокою. На даний момент ми маємо хороший ритм, це реально забавно і різноманітно.»
Журналісти з Rolling Stone, прослухавши пісню, відзначили що: «„Psychosocial“ уповільнює темп ударних, що нагадують злісну треш — манеру другого альбому групи — Iowa. Трек супроводжується важкими руйнівними гітарами та ударними.»
А журналісти з Total Guitar відзначили, що «Перший сингл містить ритмічні рифи, що звучать як війна в окопах, що доноситься за тисячі миль. Класичний для Slipknot мелодійний приспів.»
Вокаліст групи Корі Тейлор заявив: «У пісні є механічна різкість у стилі Rammstein/Ministry, але мій вокал додав їй чогось щирого і людського. Зближення діє, і я хотів би вжитися в це і вичавити цей світ до кінця. Текст пісні про нас, і факт, що ми можемо досягти успіху, коли звертаємо на щось увагу.»
На запитання, чи задоволений гітарист Джеймс Рут синглом «Psychosocial», він відповів: «Це приголомшливо, особливо тому що коли ми працювали над піснями, ця пісня, особисто мені, здалася монотонною. Після того як ми зводили пісні в студії, і коли зібрали цю, в цілому вона вийшла дуже непоганий. Для мене це як треш-пісня кінця 80х. Коли я вперше почув демо цієї пісні, мені вона нагадала мелодію Testament. Тільки через її „бум-тат, бум-тат“. Або як Megadeth з їх „So Far, So Good“, яка реально крута. Нагадує мені ту музику, на якій я виріс.»

## Список композицій
Автор музики і слів Slipknot. 
| Цифровий сингл | Цифровий сингл                | Цифровий сингл |
| #              | Назва                         | Тривалість     |
| -------------- | ----------------------------- | -------------- |
| 1.             | «Psychosocial» (Радіо версія) | 3:58           |

| Промо сингл | Промо сингл                      | Промо сингл |
| #           | Назва                            | Тривалість  |
| ----------- | -------------------------------- | ----------- |
| 1.          | «Psychosocial» (Радіо версія)    | 3:57        |
| 2.          | «Psychosocial» (Альбомна версія) | 4:42        |

| Обмежений випуск | Обмежений випуск              | Обмежений випуск |
| #                | Назва                         | Тривалість       |
| ---------------- | ----------------------------- | ---------------- |
| 1.               | «Psychosocial» (Радіо версія) | 3:57             |
| 2.               | «All Hope is Gone»            | 4:47             |

| Вінілова платівка | Вінілова платівка  | Вінілова платівка |
| #                 | Назва              | Тривалість        |
| ----------------- | ------------------ | ----------------- |
| 1.                | «Psychosocial»     | 3:43              |
| 2.                | «All Hope is Gone» | 4:44              |